# Lubnice
Lubnice (německy Hafnerluden) je obec v okrese Znojmo v Jihomoravském kraji, ležící asi 10 km od Jemnice jižním směrem nedaleko hraničního přechodu do Rakouska. Počtem obyvatel se jedná o nejmenší obec mikroregion Vranovsko-Bítovsko, žije zde 56 obyvatel.
V centru obce se nachází kostel sv. Jiří z počátku 18. století, barokní fara a téměř neporušená venkovská zástavba s dochovaným urbanistickým jádrem. Novou dominantou lubnické krajiny se v období první republiky stala budova základní školy.
Sousedními obcemi sídla jsou Uherčice, Korolupy, Dešná, Bačkovice, Kostníky a Police.

## Přírodní podmínky
Lubnice leží ve zvlněné krajině Jevišovické pahorkatiny. Katastr obce prokazuje velmi nízkou lesnatost. Výškový rozdíl terénu se pohybuje od 390 do 481 m n. m. Územím protéká řeka Želetavka s pravostranným přítokem Blatnicí. Území obce je ohroženo poddolováním následkem těžební činnosti a sesuvy půd. Lubnice má poddolované území v rozsahu 21,9 ha.
| Informace o geologickém podloží | Informace o geologickém podloží                      |
| ------------------------------- | ---------------------------------------------------- |
| Region                          | moravikum                                            |
| Oblast                          | moravskoslezská oblast                               |
| Soustava                        | Český masiv – krystalinikum a prevariské paleozoikum |
| Horniny                         | paralula                                             |
| Název                           | drobnozrnná muskovit biotitická pararula             |
| Radonový index                  | 3                                                    |

### Flóra a fauna
Vzhledem k řídkému osídlení a absenci těžkého průmyslu patří katastrální území Lubnice k oblasti se zachovalou přírodou. 89 % lesů zastupují rychle rostoucí jehličnany. Z jehličnanů převažuje smrk, následuje borovice a modřín. Z listnatých stromů se vyskytují nejčastěji buky. Na loukách u Želetavky a Blatnice najdeme rašelinné a slatinné louky. Květenu vlhkých luk narušila rekultivace na ornou půdu. Jestřáb lesní, poštolka obecná, sýc rousný, datel černý, krkavec velký a čáp černý jsou běžnými ptačími druhy. V lesích žije jelení a srnčí zvěř, liška a divoké prase. Z menších obratlovců je běžný rejsek horský a hraboš mokřadní. Zastoupení obojživelníky je hojné – čolek obecným, blatnice skvrnitá, kuňkou obecnou, skokan hnědý, ropucha obecná. Slepýš obecný a zmije obecná jsou celkem hojnými plazy. Ve několika lokalitách jsou vyhlášena chráněná území.

### Podnebí
Na jaře a na podzim dosahuje průměrná teplota 6 až 7 °C. Průměrná roční hodnota dešťových srážek je okolo 570 mm. Zima v oblasti Lubnice bývá o něco delší než na Znojemsku – je chladnější a vlhčí. Sníh se drží déle zejména v lesních údolích. Teplota v lednu dosahuje v průměru -4 až -5 °C. Léto bývá kratší a chladnější. Průměrná teplota v letních měsících je 16 až 17 °C.

## Nejstarší historie
Na středověké osídlení území obce germánským obyvatelstvem poukazují dvě skutečnosti, nejen samotné Ui – nářečí, kterým hovořilo vysídlené německé obyvatelstvo jihozápadní Moravy, ale také toponyma dochovaná v archivních mapách, dokládající kolonizaci z Bavorska a Horní Falce, ale i z Lužice, Slezska či Saska.

### Názvy obce
1331 Hafnerluwen, 1348 Hafnerluben, 1350 Lubnnycz, 1372 Hafnerluden, 1464 z Lubnicze, 1570 Lubnicze, 1780 Hafnerluden, 1720 a 1751 Hafnerluden, 1846 a 1872 Hafnerluden a 1918 Lubnice.
U německého názvu obce Hafnerluden etymologové poukazují na těžbu cihlářské a hrnčířské hlíny a následné spojení dvou německých slovních základů „Hafner“ (hrnčíř, kamnář) a „Luden“ = schmutziges Wasser (špinavá voda). U názvu Lubnice se někteří etymologové z 19. stol. přikláněli k odvození od slovanských lubin. Jiné vysvětlení přináší spojení polského (slovanského) slovního základu łub (Baumrinde – kůra stromů) a německého sufixu ice/itze (obdobně jako Runitz, Lischkowitz, Ungarschitz). Stejný název nesl cisterciácký klášter „Łubnitz” (Łubnice, nyní Velkopolské vojvodství) z první poloviny 13. soletí. Kláštery Ołobok a Łubnice na řece Prosna (1239–1241) získaly povolení provádět lokaci podle německého práva (Lokalisierungserlaubnis auf deutschem Recht). S kolonizací ze severu je spojeno také obdarování cisterciáckého kláštera v Oslavanech z roku 1312 řeholní sestrou Isoldou, manželkou Matěje z Fulštejna (rod pocházel z Vestfálska) a to zbožím v Menharticích, Hluboké, Bělčovicích, Uherčicích, Kozojedech, Stálkách, Stupešicích a Křepicích. Německý název lubnické polní trati „Frauenlocher” připomíná majetky ženského kláštera (území klášterních lesů).

### Názvy polních tratí
Beim handigen Baum, Eichen, Frauenlocher, Gemeindegraben, Gerichtsholz, Gulpen, Hintaus, Hafnergraben, Hinterm Turm, Hofacker, Krautzacker, Laimacker, Laschan, Lischkowitz, Schibaschka, Steinbiegl, Ungarschitz Feld, Wapka, Grafit Graben, Kühberg, Kaltenlüfs, Zugab a Runitz.

### Pečeť
Doložení obecní pečeti je datováno až od roku 1750. Uvnitř kruhového nápisu DORF HOFNER LVDEN je vyobrazen patron kostela sv. Jiří na koni probodávající pod ním draka. Při velkém požáru v roce 1856 měla shořet i pečetní sada. Od druhé poloviny 19. století obec používala pečetidlo pouze s nápisem. Obecní znak Lubnice nevlastnila jak před rokem 1989, tak ani po něm. Pozemkové knihy jsou vedeny od roku 1654 a nyní deponovány v MZV Brno. Matrika vedená od roku 1683 na faře ve Vratěníně, od roku 1726 na faře v Lubnici a urbář z roku 1626 jsou uloženy taktéž v MZV Brno.

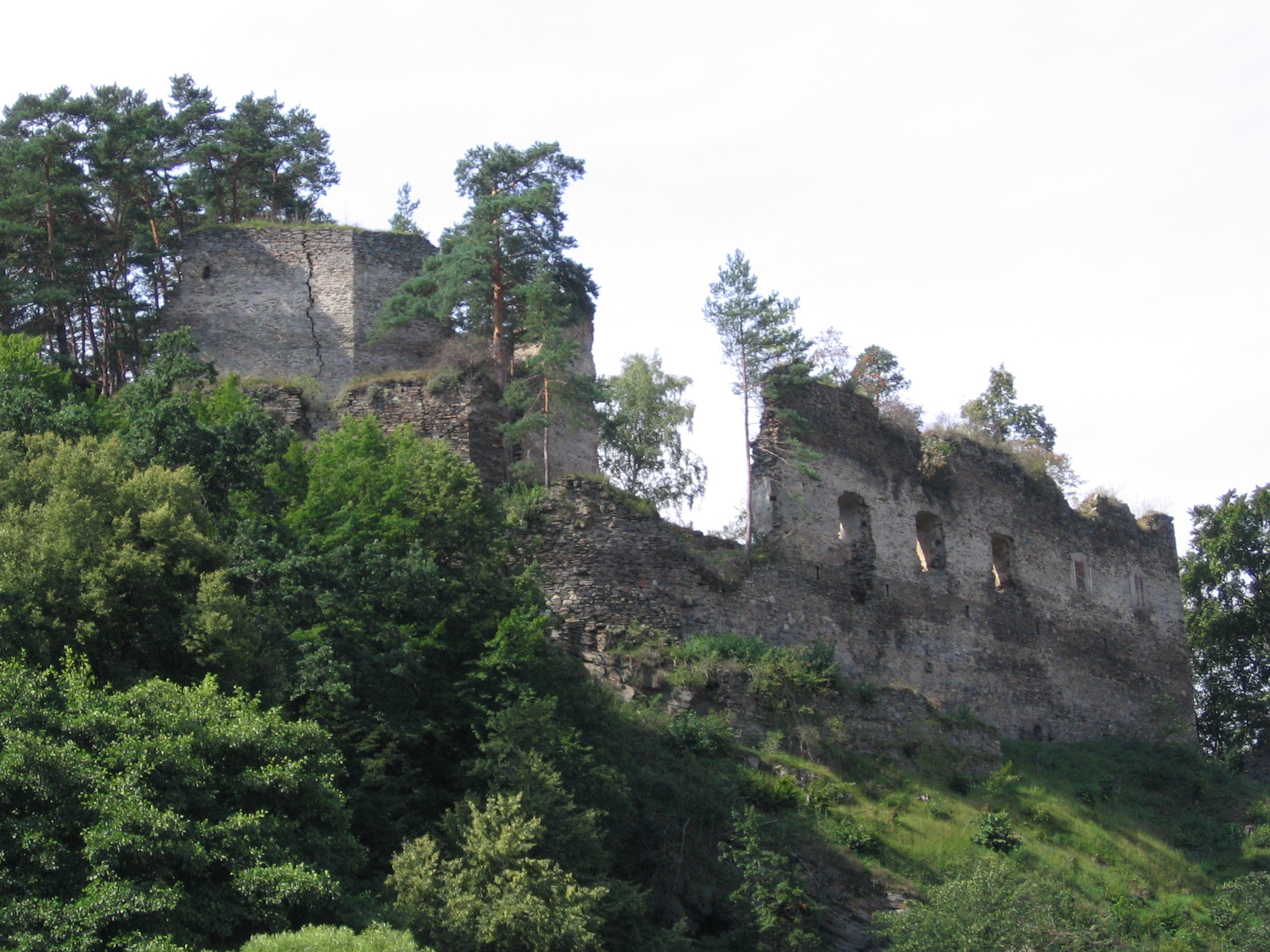
Slavnou historii připomíná hrad Frejštejn

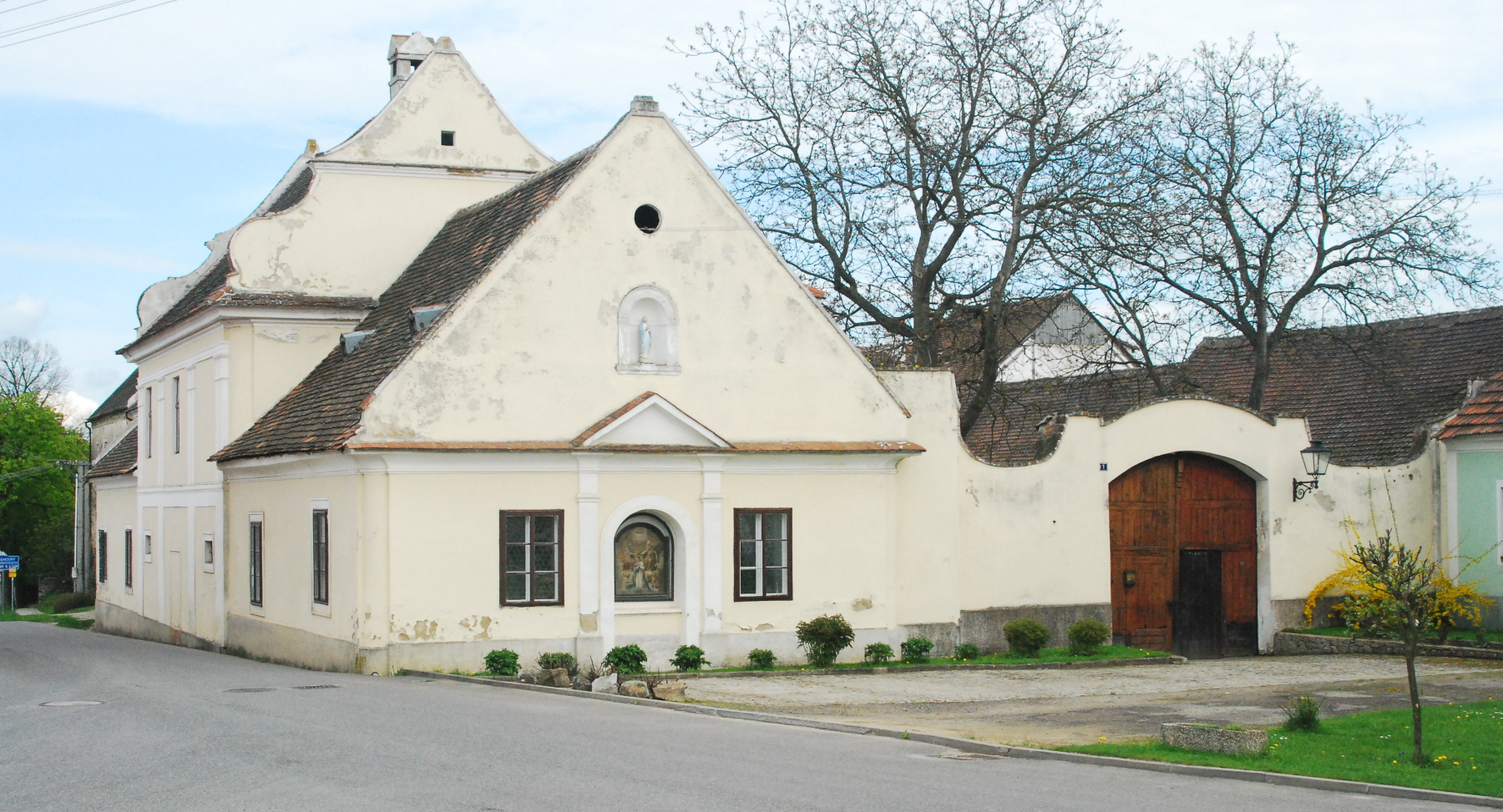
Farní historie ve Vratěníně

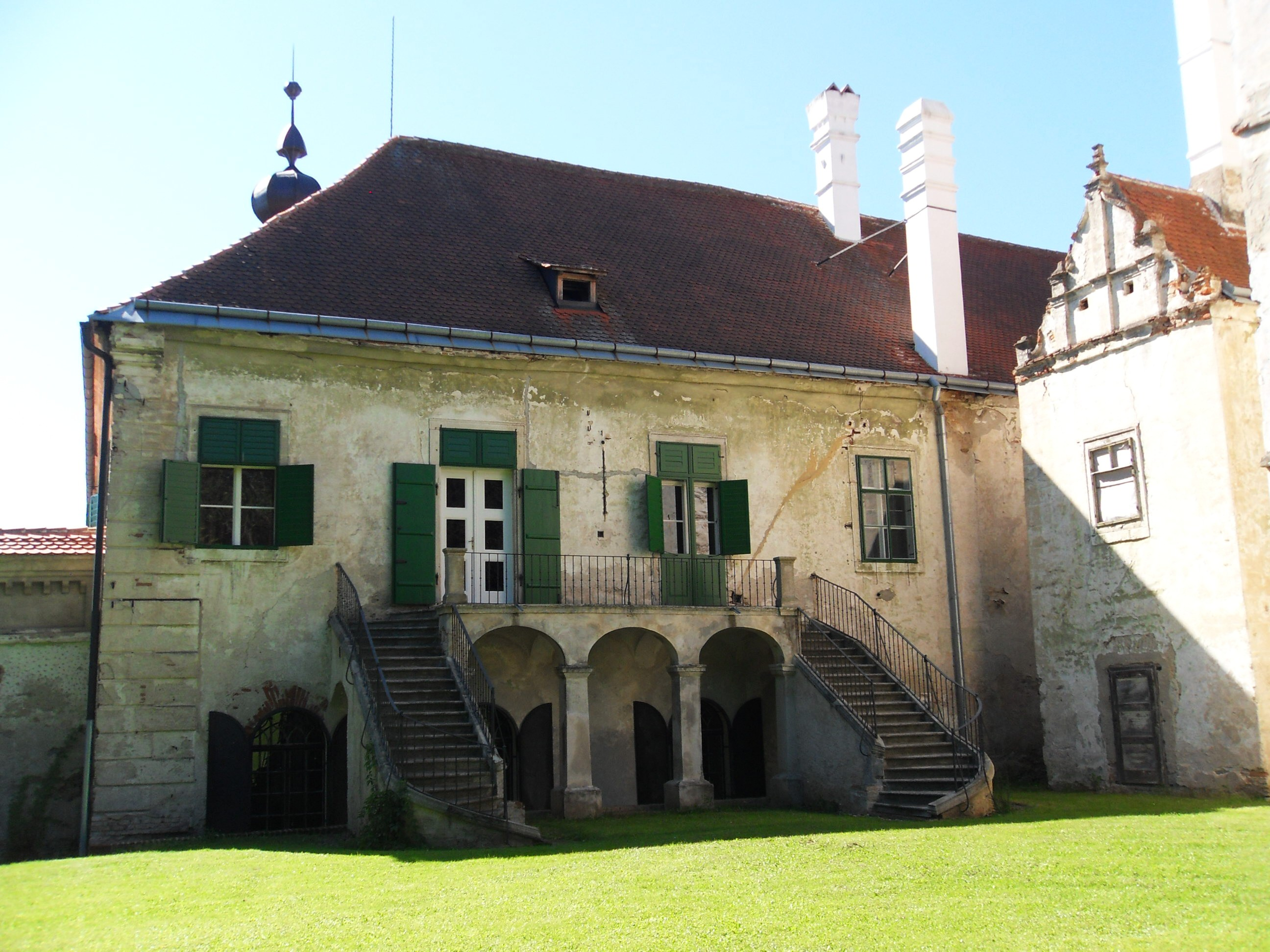
Staré zámecké křídlo Krajířů z Krajku

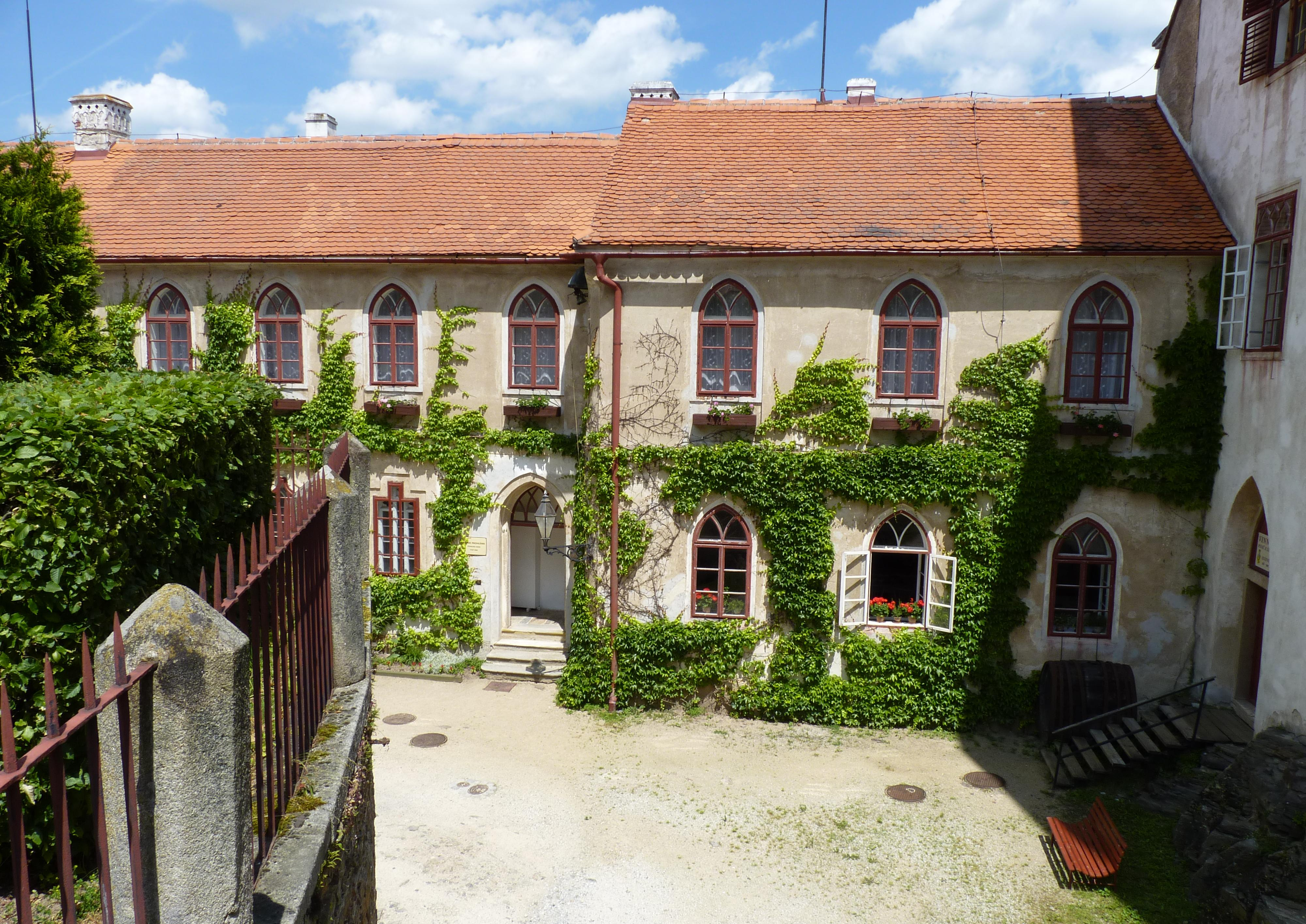
Poslední vrchnostenské sídlo spojené s obcí

### Od středověku až po Rakousko-Uhersko
Založenou ves Lubnici najdeme na přelomu 13. a 14. století ve spojení s pány z Klingerberka, jejichž rod je původem ze Švýcarska. Jan z Klingerberka a jeho syn Jindřich se pohybovali ve společnosti krále Jana Lucemburského a moravského markraběte Karla. Časopis Matice Moravské popisuje německé rytířstvo ve službách krále jako panské Němce:
„...kterýmž se líbila vláda krále bohatýrského, dobrodružného a štědrého. Vstoupivše v přátelské svazky s domácí šlechtou, záhy s ní byli za jedno a skrze české matky dostal se do nich ten cit spanilosti, kterýž se u potomkův střídá s bujarostí. Smysl pro dobrodružství, který sem přinesl král Jan a jeho družina, od domácí panstva brzo byl napodoben a vypěstován tak dokonale, že se naši páni brzo svým vzorům vyrovnali. Dobrodružní páni cizí za časté měli statky ve dvou i třech zemích, ale vojensky sloužili obyčejně tomu zeměpánu, který nejčastěji na dobrodružství vyjížděl...” 
Časopis Matice Moravská XV., 1891 str. 256 a 257
Za svou chrabrost na křížových taženích do Litvy a Pruska si Jan z Klingerberka vysloužil v roce 1319 ves Mladoňovice u Jemnice. Již v roce 1317 ale potvrzuje klášteru v Gerasu jeho patronátní práva k farnosti Fratting, ke které patřilo popluží v Lubenci (snad dolnorakouská ves Luden) a Sonovci, ves Rancířov, v Mešovicích dědiny platné, v Lubnici (Hafnerluden) dvůr s dědinami platnými, v Kostnikách dědiny platné. Majetky na Moravě obdržel společně s rakouským hradem Tyrna, které patřily k hrabství Litschau a Heidenreichs s městečkem Vratěnín. Hrabství měl od Habsburků získat v roce 1314.
Další zpráva o Lubnici pochází z roku 1331, kdy Smil a Čeněk z Lichtenburka povolují bývalému purkrabímu hradu Bítova Benkovi prodat lány u Hafnerluwen Konrádovi (purkrabímu na Bítově a Frejštejně) a jeho ženě Budislavě. V roce 1348 udělil markrabě Karel lénem Jindřichovi z Waldsee městečko Vratěnín s Rancířovem a dalším zbožím, mj. také Lubnici s okolními dědinami. V roce 1350 prodala ovdovělá Juditt z Lovčovic v Lubnici dvěma bratrům ze Sichelbachu zděděný mlýn a statek. Donace z roku 1372 dokládá nejen existenci vesnice, ale také založení tvrze a patronátní právo nad farou ve Vratěníně. Rytíř Seifried z Hafnerluden (stejného erbu jako bratři ze Sichelbachu) s manželkou Bohuslavou zřídili na hradě v Hafnerluden kapli sv. Jiří a sv. Kateřiny, farnímu kostelu ve Vratěníně věnovali oltář sv. Petra a k tomu jednoho kaplana.
Donační listinou Seifrida a Bohuslavy je také potvrzena založená ves Korolupy, kde byl jeden z příbuzných pravděpodobně obdařen majetkem. V roce 1466 je uváděna jistá Machna z Jogenreitu a Neudorfu/Nové Vsi (Nové Sady), která přenechala své majetky v Lubnici a dva lány v Korolupech Linhartovi z Hobzí. Touto kupní transakcí se obec dostala do državy pánů z Hradce. Po rozdělení krajířských statků v roce 1487 se část obce spolu s Frejštejnem a Vratěnínem objevila v držení Lipolta a Jindřicha z Krajku. Tvrz v Lubnici se třemi lány měl v majetku Zikmund Krokvicar z Nové Vsi. Tu mu propustil z manství roku 1493 Půta z Lichtenburka. Zikmund Krokvicar prodal zbytek vsi Lipoltovi z Krajku až v roce 1501.
V roce 1564 zapsal Václav Krajíř z Krajku tvrz Nové Uherčice, tvrz a městečko Vratěnín a vsi, mj. též Lubnici, Adamu Volfovi Krajířovi, ten prodal obratem majetky Volfovi Štrejnovi ze Švarcenavy, čímž se Lubnice dostala pod panství uherčické a následně koupí Friedricha Jankovského z Vlašimi pod panství Bítova. Držba Jankovských měla pro obec, jak se později ukázalo, značný význam. Obyvatelé se dočkali nového kostela, fary a školy.

### Obecní správa a obyvatelstvo
Do roku 1849 spadala pod panství Bítov, které dále tvořilo samotné městečko Bítov, Vysočany, Oslnovice, Malý Dešov – 6 gruntů patřilo kdousovské faře, Velký Dešov, Zblovice, Chvalatice a osada Nový Dvůr. Poddaní byli označováni za pilné, pracovité a vytrvalé obyvatelstvo, jehož hlavní obživou bylo zemědělství. Obyvatelstvo si přivydělávalo předením bavlny a obchodem se dřevem. Po vydání patentu v roce 1775 robotovali sedláci průměrně 3 dny v týdnu s potahem, od 24. června do 28. září 1-2 dny pěšky. Sedláci v Lubnici a někteří v Korolupech a Mešovicích se mohli z roboty vykoupit. Rychtáře a lesníky vrchnost roboty zprostila.
V roce 1850–1855 byla obec začleněna k Podkrajskému úřadu ve Znojmě, v letech 1855–1868 pod Okresní úřad v Jemnici, v letech 1868–1896 pod Okresní hejtmanství v Dačicích, od roku 1896 pod Okresní hejtmanství v Moravských Budějovicích – soudní okres Vranov nad Dyjí, od roku 1896 pod soudní okres Jemnice. Až do roku 1918 byla obec vedena jako ryze německá. Jednalo se hlavně o německé katolíky, ale žila zde i židovská rodina.
| Rok  | Počet obyvatel | Němci | Češi  |
| ---- | -------------- | ----- | ----- |
| 1793 | 289            | b. ú. | b. ú. |
| 1836 | 316            | b. ú. | b. ú. |
| 1880 | 295            | 286   | 9     |
| 1900 | 270            | 270   | -     |
| 1909 | 282            | 275   | 7     |
| 1921 | 303            | 228   | 68    |
| 1939 | 294            | 205   | 82    |
| 1961 | 205            | –     | 205   |

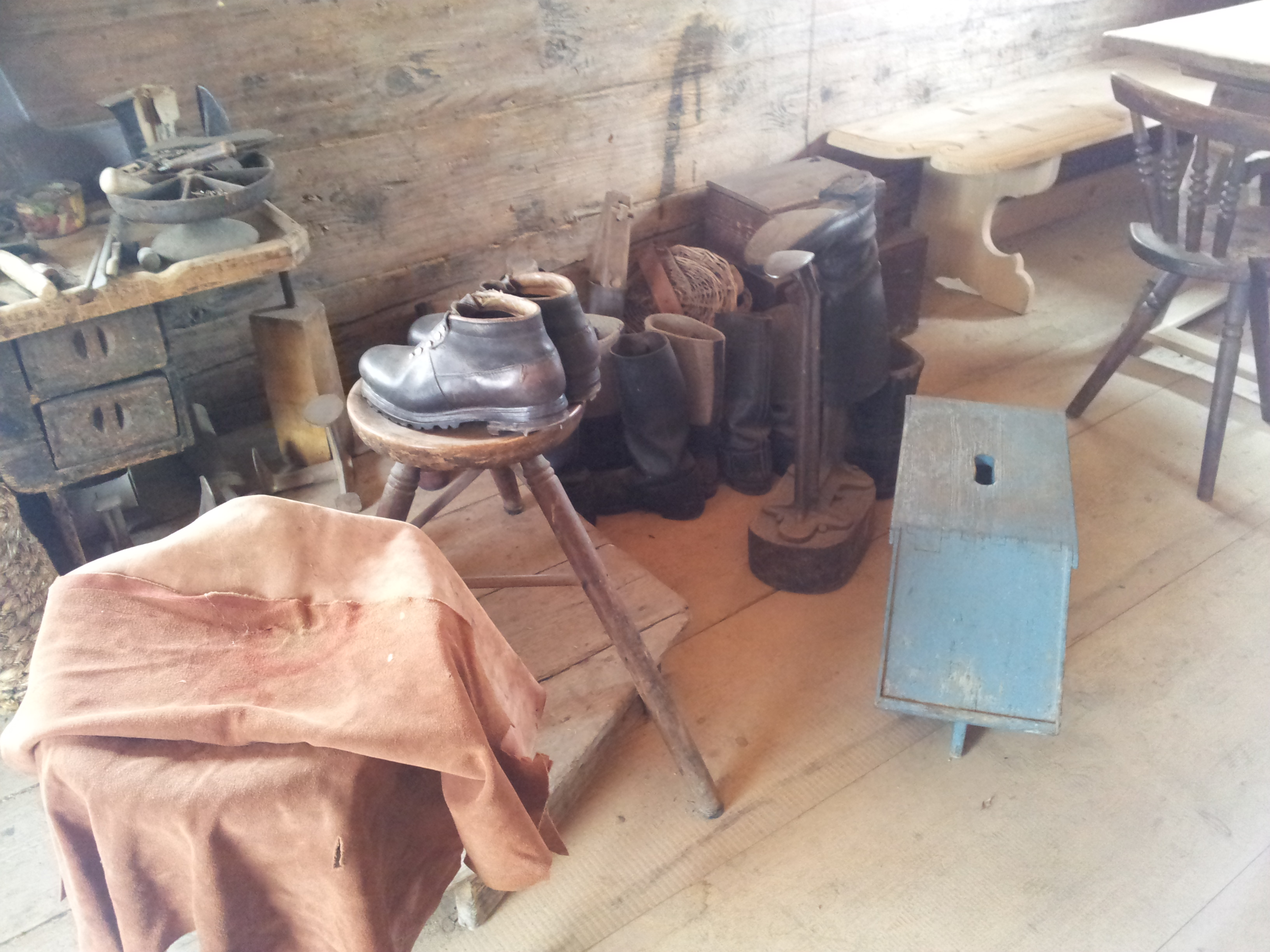
Obrázek z privátního muzea Markuse Wasmeiera pro názornou ukázku ševcovské dílny, která se v obci nedochovala

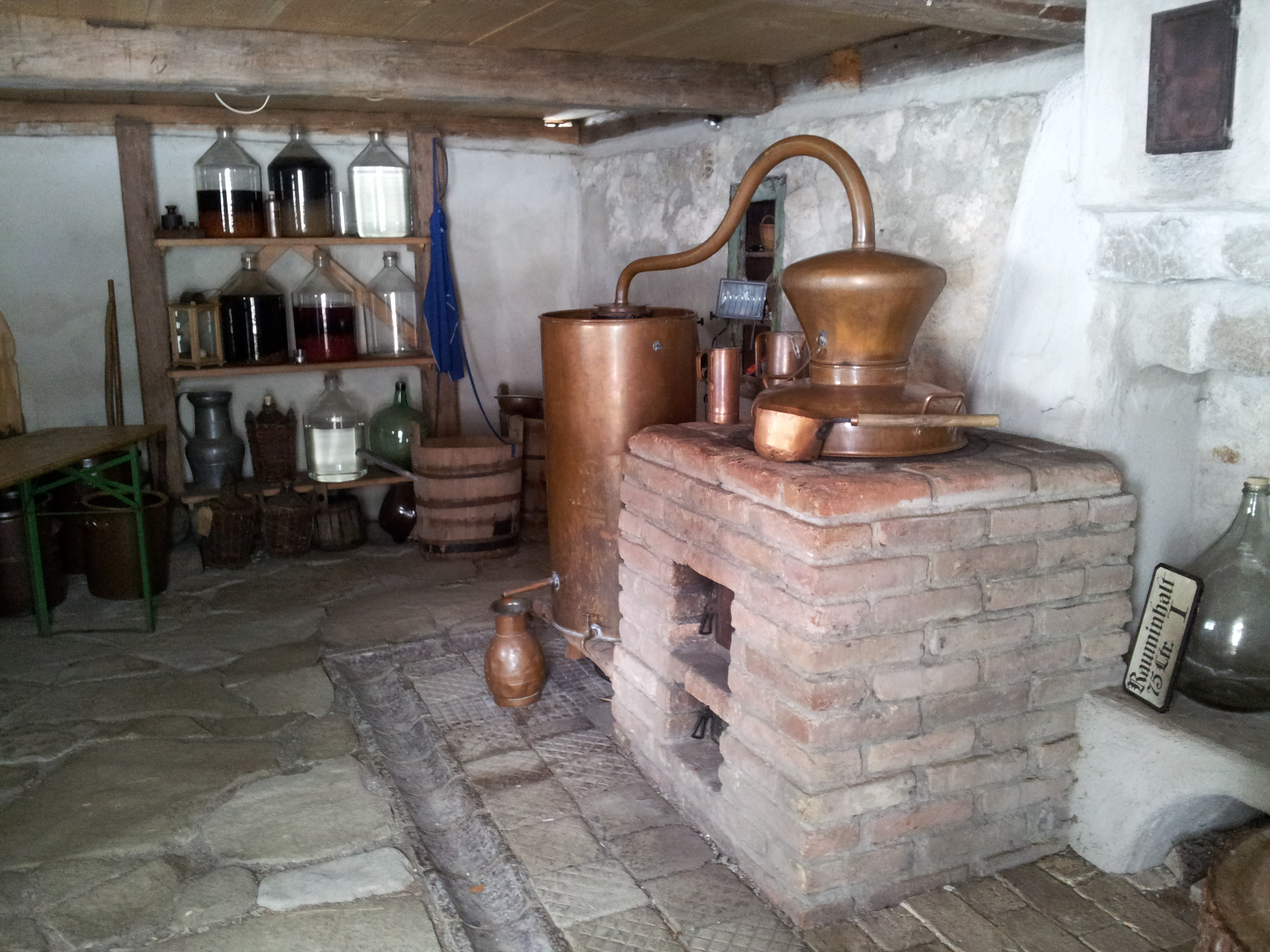
Obrázek z privátního muzea Markuse Wasmeiera pro názornou ukázku vinopalny, která se v obci nedochovala

Obilí vozili lubničtí sedláci na týdenní trhy do Znojma, Dačic a do rakouského Waidhofenu (za první republiky do Jemnice). Přes Želetavku se na panství nacházely jen dva mosty, jeden v Lubnici a druhý v Bítově. Jinak se využívalo brodů (například v Korolupech).
Obživu zajišťoval také vápencový lom u Zblovic. Sloužil hlavně pro potřebu velkostatku, ale hodně vápence se i prodávalo. Při vápencovém lomu stály dvě vápenné pece, větší s obsahem přes 200 měřic a menší o 100 měřicích. Na Vranči se nacházel panský statek, myslivna a panská cihelna s produkcí 20 000 cihel a 5 000 tašek na jedno pálení. Ta provozovala zemědělský Nový dvůr u Chvalatic, dvůr ve Vysočanech a v Malém Dešově.
Ve Vysočanech a v Malém Dešově měla vrchnost ovčince. Chov prasat nebyl významný. Rybníky se využívaly jen minimálně. Významu nabývalo lesní hospodářství. V lese se hospodařilo na 3 825 jitrech a 20 plošných sázích. Všechny mlýny na panství byly obhospodařovány v dědičné držbě. Vrchnost postupně odprodala i 6 hospod. V těch však měla právo prodeje vlastního piva a pálenky.
| Funkce       | Jméno |
| ------------ | --- |
| Starosta     | Glück Johann                                                                                                   |
| Obecní radní | Beigl Mathias, Stollhof Anton                                                                                  |
| Obecní výbor | Strobl Johann, Beigel Eduard, Hess Franz, Jantsch Andreas, Beigl Mathias, Stollhof Franz                       |
| Náhradníci   | Strobl Andreas, Christof Johann, Komenda Franz č. 25, Pavlík František, Komenda Franz č. 7, Strobl Franz č. 27 |

### Živnosti
Do dědičného majetku vrchnost prodala i potašárnu u Chvalatic, vinopalnu v Bítově a Lubnici. Obživou židovských komunit býval téměř u všech rodin obchod. Podomní obchodníci vykupovali staré hadry, kůže, peří nebo prodávali po okolí drobné kramářské a střižní zboží. Židovským povoláním bývala dále výroba pálenky v pronajaté vrchnostenské vinopalně. Židovská komunita se soustředila kolem Starého Hobzí, kde je také až do roku 1849 evidován ve funkci mohela pro rituální obřízku Emanuel Lampl z Hafnerluden (Lubnice). Rodina Lamplova provozovala v Lubnici vinopalnu, obchod a řeznictví (r. 1887 zmiňován Lampl Wolfgang), později hostinec (r. 1904 a 1907 zmiňován Lampl Moritz, r. 1911 ovdovělá Lampl Rosa). Budova hostince, porostlá vinnou révou, poskytovala letní posezení na malé zahrádce před hostincem.
Na lubnickém mlýně čp. 48 hospodařili od pol. 18. století Matthias a Regina Samhuberovi, syn Andreas Samhuber s manželkou Annou Marií, v roce 1821 jejich syn Anton Samhuber s manželkou Elisabeth. Na začátku 20. století působila na mlýně rodina mlynáře Aloise (* 1867) a Marie (* 1876 r. Guttmannová ve Vídni) Nechvátalových. Jejich syn Rudolf Nechvátal (* 11.04.1907 v Lubnici, † 1963) se oženil v roce 1931 s Flórou Plach (* 06.12.1902 ve Slavonicích, † 1990), dcerou slavonického mlynáře Vincence Placha a matky Adelheidy.
| Živnost      | Jméno                                                                    |
| ------------ | ------------------------------------------------------------------------ |
| Hostinec     | Lampl Rosa                                                               |
| Koláři       | Hess Franz, Popp Leopold (i podkovář)                                    |
| Kovář        | Pavlík Jan (i podkovář)                                                  |
| Krejčí       | Strobl Franz                                                             |
| Mlynář       | Nechvátal Alois (mlýn čp. 48)                                            |
| Obchodníci   | s dobytkem Christof Franz, Stollhof Franz, se smíšeným zbožím Lampl Rosa |
| Ševci        | Beigl Johann, Buresch Johann                                             |
| Řeznictví    | Lampl Rosa                                                               |
| Výroba vápna | Zach Franz                                                               |

### Poštovní sběrna
V roce 1871 přistoupilo okresní hejtmanství v Dačicích ke zřízení poštovního úřadu v Polici s pěší pochůzkou do Jemnice a povozní poštou. Doručovací obvod sestával z obcí a usedlostí: Police/Pullitz, ves, panský dvůr, myslivna s panským mlýnem/Hofmühle, Nový mlýn/Neumühle, Bahnů mlýn/Bahnamühle, Kostníky/Gössling, Klásků mlýn/Klaskamühle, Kostníky-Rajmondů mlýn/Raimundmühle a Raimundhof, mlýn a dvůr, Kdousov/Gdossau, Tříletý mlýn/Dreijährige, Lubnice/Hafnerluden s mlýnem, Jiratice, Dobrá voda/Gutwasser, osada, Mladoňovice. V roce 1907 je ve vsi zmíněna již c. k. poštovní sběrna (Postablage), kterou obsluhoval jako poštmistr Karl Toifl, ředitel školy v Lubnici (kolorovaná fotografie z roku 1910).

### Těžba grafitu

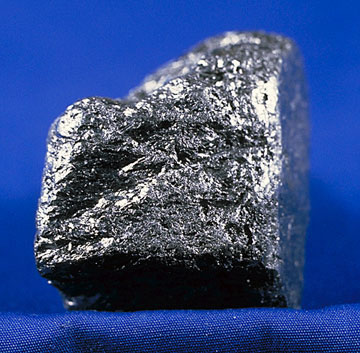
Grafit (tuha)

S těžbou hrnčířské hlíny, popřípadě s výrobou tuhové keramiky, souvisí německý název obce Hafnerluden. Grafit z Hafnerluden (Lubnice) byl známý po celém světě. Další doly se nacházely na Lesné, Římově, v Podmyčích a u Nového Hrádku. Před slévárenským průmyslem nacházela tuha využití hlavně v kamnářství. Tuha z Hafnerluden (také Bítov, Podmyče a Staré Město pod Landštejnem) měla své odběratele hlavně v Americe a v Anglii. V letech 1830–1862 došlo kvůli trvající občanské válce v Severní Americe k utlumení těžby. Dalším odběratelem grafitu se stala tyrolská firma na kamna a mosaz „Hafnerei Betrieb der Messingfabrik zu Achenrain“.
První zmínka o zahájení těžby grafitu v Lubnici se objevuje v roce 1829, kdy začal s dolováním grafitu Martin J. Mayer ze Slavonic. Při cestě z Lubnice do Uherčic (východně od obce) otevřel důl „Barbora“. V roce 1842 byly na poli zvaném Lubnická jáma otevřeny další dva doly: důl „Josef“, mlynáře Josefa Beera z Korolup a důl „Bernhard“, majitele Bernharda Harrera z Dešné. V roce 1852 otevřel mlynář Anton Samhuber z Lubnice společně s Filipem Kamarethem z Vratěnína grafitový důl „Anton - Filip“ u obce Podmyče, ale v roce 1870 se už těžba v Podmyčích nacházela mimo provoz.
V roce 1856 se u Lubnice nacházelo důlní pole se 4 povrchovými jámami: I. důlní jáma „Barbora“, Martina Mayera ze Slavonic, který po něm zdědila Charlotte Novotny (rozená Mayer) z M. Budějovic; II. důlní jáma „Bernhard“ v držení dědiců po Bernhardovi Harrerovi; III. důlní jáma v držení France Hasiebera z Mikulova; IV. důlní jáma „Josef“ v držení mlynáře Josefa Beera z Korolup. V roce 1857 se v provozu nacházel důl „Barbara“ v držení Charlotte Novotny (rozené Mayer) z M. Budějovic; mimo provoz byl důl „Bernhard“ v držení dědiců B. Harrera: Antonia Schuller z Gaudenzdorfu u Vídně (nyní 12. okres Meindling), Josefa Gerhold z Rothneusiedlu (nyní 10. okres Favoriten), Theresia Prömmeln z Vídně. Správcem dolu byl Johann Blei z Lubnice. 
V roce 1862 založil obchodník Karl Krieg ze St. Marein (nyní součást obce Brunn an der Wild) v horní knize u krajského soudu v Olomouci vložku lubnický důl „Louise“ (Louisen-Zeche, Graphitbergbau in Hafnerluden). Karl Krieg se ale dostal do dluhů a v roce 1870 byla na jeho důlní pole „Louise“ se 4 povrchovými jámami vyhlášena dražba s vyvolávací cenou 131 zlatých a 22 krejcarů. Od roku 1875 provozoval důlní pole při lubnickém mlýnu (Grafitbergwerk und Mahlmühle) Carl Wissiak z Vídně (uváděn ještě v roce 1887). V roce 1908 Fritz Cirkel v kanadské Ottawě ve své příručce o grafitu píše:
„...Nejznámějším vývozcem grafitu na Moravě jsou doly Hafnerluden a Podmyče....kromě této lokality existuje ještě několik
menších...jejich roční produkce činí 750 - 1000 tun...”
Cirkel Fritz (1863-1914), Graphite its Properties, Occurrence, Refining, Ottawa, Canada 1907, str. 65 - 71
V souvislosti s plány na elektrickou dráhu Podyjím, která měla vést ze Znojma do Dolních Rakous (Raabs an der Thaya) a spojit tak Severozápadní dráhu a Dráhu Františka Josefa, obnovil v roce 1908 těžbu grafitu v Lubnici a Podmyčích lékárník Čech z Blanska. V roce 1911 už byla těžba grafitu v prostoru Vratěnína, Lubnice, Mešovic (Neuhof, Burgstadtler Berg), Korolup (Suchá hora), Cornštejna, Zblovic a Chvalatic zastavena a pokračovala na dolnorakouském území.

### Spolková činnost
V časopise „Algemeine deutsche Garten - Zeitung” vyšlo 6. února 1831 oznámení o členství pana faráře Johanna Klammertha z Hafnerluden ve spolku „Gartenbau Gesselschaft” se sídlem v Bavorsku (Frauerndorf). Pod jemnickou stanicí Moravského spolku hedbávnického / Mährischer Seidenbau-Verein se sídlem v Olomouci se nacházelo také několik občanů Lubnice: sedlák Веigl Franz, starosta Веigl Jacob, sedlák Beigel Josef, sedlák Stollhof Franz, polesný Stef Каrl a učitel Toifl Karl. Od roku 1909 fungovala v obci místní skupina spolku „Bund der Deutschen” a od roku 1910 místní skupina spolku Deutscher Schulverein. Hasičský spolek Freiwillige Feuerwehr se těšil velkému uznání. Jeho stanovy vešly v platnost roku 1908. Katolický modlitební spolek Herz Jesu und Maria Verein se scházel na faře.

## Historie 20. století

### Československo
Na ukončení první světové války a vznikající Československo 28. října 1918 reagovaly německé obce nejprve 31. října 1918 shromážděním zástupců obecních zastupitelstev dačického politického okresu a soudního jemnického okresu ve Slavonicích a na krajském shromáždění 3. listopadu 1918 ve Znojmě vytvořením Německorakouské provincie Deutschsüdmähren (Německá jižní Morava). Situace v obci se po připojení německých obcí k Československu zásadně změnila. Úprava zemské hranice v mezistátní posílila váhu českého obyvatelstva. Obyvatelstvo německé národnosti pokleslo přesunem státní moci do českých rukou a změnou politického zřízení do postavení národnostní menšiny. V období první republiky (1924/28) přibyl v obci legionářský trafikant, dále jeden zámečník a obuvník. Hostinec držel Johann Michal. Obyvatelé Lubnice hospodařili na 26 zemědělských závodech.

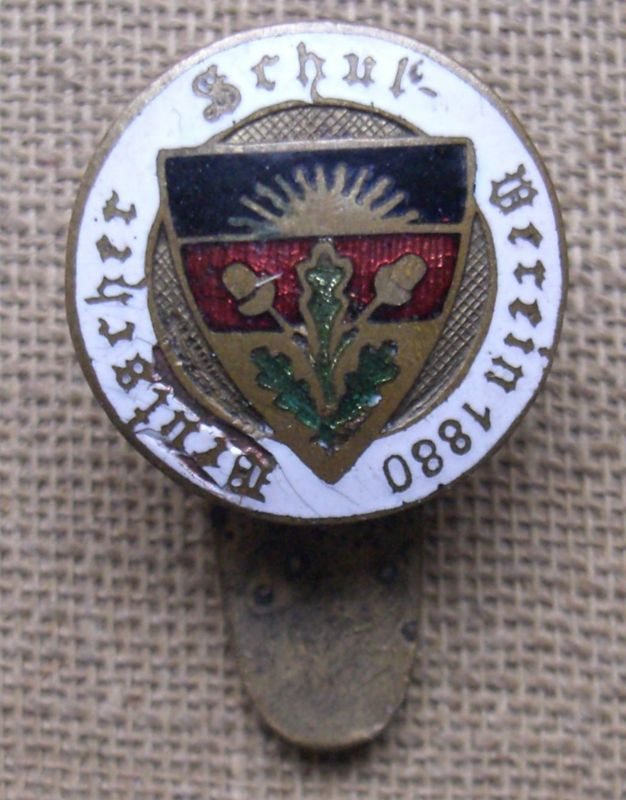
Odznak spolku Deutscher Schulverein z roku 1880

Po vzniku Československa nabírala národnostní otázka stále více na významu. Deutscher Kulturverband přebíral od roku 1919 místní skupiny německého školního spolku Deutscher Schulverein. V Lubnici ke změně stanov a založení spolku Deutscher Kulturverband došlo v roce 1924. Ve vsi vznikla také pro práci na jazykové hranici a na základě hesla „Svůj k svému!“ v roce 1930 česká verze Svazu Němců Národní jednota pro jihozápadní Moravu. Jednota se snažila zvyšovat počet českých duší a veřejným či soukromým používáním české řeči posilovat český ráz obce. Podporovala český turistický ruch, české tiskoviny a založení české knihovny. Obranná jednota prosadila v obci vybudování české školy, ale vyžadovala také české bohoslužby a české zápisy do matriky. Centrem české nacionální tělovýchovy se stala sousední obec Police s fungujícím Sokolem. Německé obyvatelstvo reagovalo ve Vratěníně založením tělovýchovného spolku Deutscher Turnverband.
Největší tlak tzv. „čechizace“ vnímali Němci ve školské oblasti, ve veřejné správě a při zadávání státních zakázek. Výnosem ministerstva školství a národní osvěty ze dne 25. listopadu 1929 byla v obci zřízena obecná a občanská škola. Do školního obvodu spadaly obce: Bačkovice, Police, Kostníky, Uherčice, Lubnice, Korolupy, Vratěnín a Mešovice. Všechny obce měly podle ministerstva školství s Lubnicí silniční spojení při vzdálenosti 3-4 km, jedině obec Kostníky byla od Lubnice vzdálena přes 5 km.

### Třetí říše a odsun
Obec Lubnice byla připojena v letech 1938–1945 k Třetí říši a spolu s obcemi Vratěnín, Uherčice, Mešovice a Korolupy patřila pod Reichsgau Niederdonau – Říšskou župu Dolní Podunají s politickým centrem ve městě Horn. Realizace hesla „Domů do říše!“ znamenala i pro Lubnici rozpuštění všech sdružení a spolků, popřípadě jejich převedení do odpovídajících říšskoněmeckých organizací podřízených NSDAP.
Po vyhlášení ukončení války přijeli do obce 9. června 1945 partyzáni pod velením plukovníka Hobzy. Nejprve procházeli jednotlivé domy a hledali bývalé nacisty nebo vojáky wehrmachtu. Lubnického koláře Franze Hesse čeští četníci dovlekli z Drosendorfu a ve Vratěníně ubili. Německému obyvatelstvu bylo přikázáno, aby se během půl hodiny shromáždilo před kostelem se zavazadlem do 30 kg. Následně bylo spolu s občany z Korolup, Mešovic, Uherčic a Vratěnína přes hraniční přechod ve Vratěníně vyhnáno do sovětské okupační zóny Rakouska. Jednalo se především o ženy a děti a staré obyvatele, kteří byli vytrženi z jejich rodinného, pracovního a společenského života a úplně materiálně oloupeni. Vyhnané obyvatelstvo bylo vysídleno z 90 % do Západního Německa – Baden-Württemberg, menší část do Východního Německa, 10 rodin zůstalo v Rakousku. Hrabě Haas, majitel velkostatku Bítov, se zastřelil, k vyvlastnění bítovského majetku nedošlo. Stát i tak převzal hrad Bítov do národní správy a v roce 1949 zpřístupnil veřejnosti.

### Československá socialistická republika
Po osvobození dostaly Národní výbory a Správní komise pokyny ke konfiskaci německého majetku a dosazování „národní správy“. Během padesátých let byl systematicky komunistickou stranou likvidován a perzekvován sedlácký stav a církev. V rámci „Akce Kulak“ Lidový soud odsoudil sedláka Antonína Švandu z Lubnice a následně po zabavení celého majetku vystěhoval všechny příslušníky rodiny z okresu Moravské Budějovice. V Lubnici nastartovala KSČ proces kolektivizace rozoráním mezí a založením JZD v roce 1952, v roce 1964 došlo ke sloučení se Státním statkem Lesná.
Na počátku padesátých let se Lubnice dostala na desetiletí přímo do hraničního pásma. Do oblasti se nasunulo vojsko a pohraniční stráž. V roce 1976 spadá obec pod střediskovou obec Uherčice se sloučeným Místním národním výborem pro obce Uherčice, Korolupy, Mešovice a Lubnice. Předsedou byl zvolen Ladislav Tesař. V 70. a 80. letech se rozmohla typizovaná výroba panelových dřevostaveb, která zasáhla i Lubnici (kulturní dům 1974) a v roce 1980 vybudovali občané v akci „Z“ betonové koupaliště. V fungovala místní organizace KSČ se zapojením mládeže v pionýrské organizaci. V roce 2004 došlo k obnovení Sboru dobrovolných hasičů.

## Veřejná správa a infrastruktura

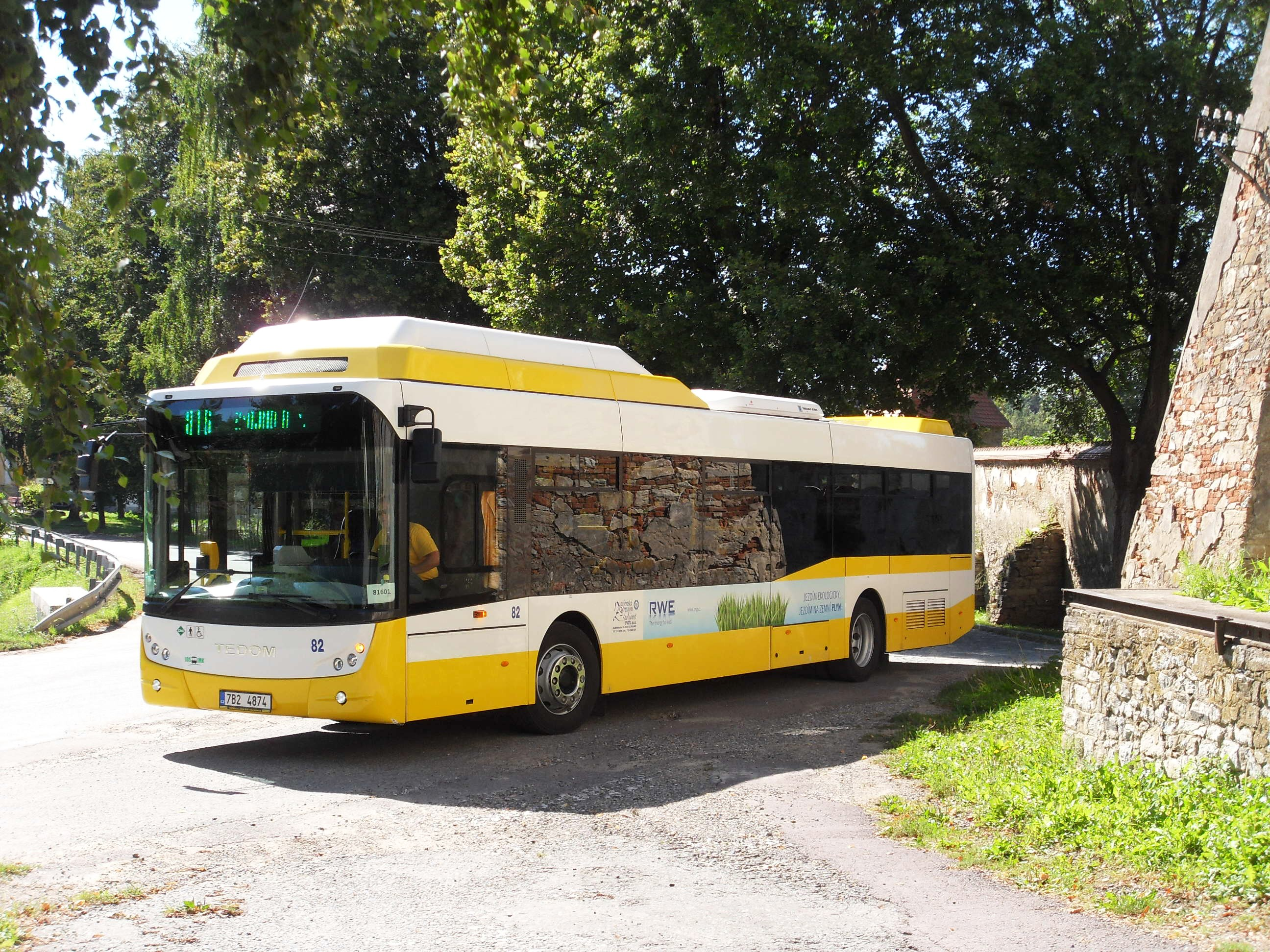
Znojemská dopravní společnost PSOTA

Jemnický mikroregion

Lubnice byla do roku 1849 součástí panství Bítov, v roce 1850–1855 začleněna k Podkrajskému úřadu ve Znojmě, v letech 1855–1868 patřila pod Okresní úřad v Jemnici, v letech 1868–1896 Okresní hejtmanství v Dačicích, od roku 1896 Okresní hejtmanství v Moravských Budějovicích – soudní okres Vranov nad Dyjí, od roku 1896 soudní okres Jemnice, v letech 1938–1945 okres Horn, říšská župa Niederdonau, v letech 1945–1960 pod okres Moravské Budějovice a od této doby je součástí znojemského okresu. Obec je členem Jemnického mikroregionu a Sdružení pro rozvoj a obnovu obcí Vranovska. V komunálních volbách volí pětičlenné zastupitelstvo obce, ze zákona č. 128/2000 sb. o obcích kontrolní a finanční výbor.

### Doprava
Dostupnost města Znojma autobusovou dopravou, ale i ostatních měst Jemnice, Moravských Budějovic a městyse Vranov nad Dyjí se částečně zlepšila po 1. červenci 2010 zařazením do IDS JMK. Přestupním místem na území mikroregionu jsou obce Lesná a Bítov, některé spoje vyjíždějí z Vranova nad Dyjí. Přestup mezi autobusy a vlaky probíhá v obci Šumná. Vzhledem k tomu, že děti navštěvují ZŠ v Lubnici, jsou autobusové spoje obohaceny během školní docházky o tzv. školní autobusy, které jsou občany hojně využívány. Chybí večerní spoje po 20. hodině. Na zajištění své dopravní obslužnosti se obec finančně podílí. Blízký hraniční přechod s Rakouskou republikou Vratěnín–Drosendorf umožňuje obyvatelstvu dojíždět za prací také do obcí a měst Dolního Rakouska. Železnice hraje pro Lubnici vedlejší roli. Obcí vedou autobusové linky:
- 831 – Vranov nad Dyjí – Podhradí nad Dyjí – Uherčice
- 830 – Vranov nad Dyjí – Lesná – Šumná – Bítov – Lubnice
- 816 – Znojmo – Vranov nad Dyjí – Lančov – Vratěnín – Drosendorf

### Občanské, technické a veřejné vybavení
Obec Lubnice byla v roce 1936 elektrifikována a připojena k síti Západomoravských elektráren v Oslavanech. Plynofikaci prováděla firma GAsAG z Brna. V roce 2000 uzavřely obce Vratěnín, Uherčice, Oslnovice, Vysočany, Korolupy a Lubnice dobrovolný spolek Plynofikace obcí Vratěnín a okolí. V roce 2009 po ukončení plynofikace ve všech zapojených obcích byl spolek rozpuštěn. Zapojená území se stala vlastníky středotlakých plynofikačních rozvodů a domovních přípojek. Veřejný vodovod v obci není, obyvatelé využívají vlastní studny. V roce 1974 byl vybudován obecní sál s hostincem. Hřiště a tělocvična se nachází v budově ZŠ Lubnice. Obecní knihovna je vedena v budově obecního úřadu. Kanalizace bez napojení na ČOV pochází z 80. let 20. století. Základní škola a hřbitov vytváří po pravé straně severní dominanty obce.

## Rekreační a turistický potenciál
Hlavním rekreačními funkcemi širšího území je dlouhodobá a krátkodobá rekreace s volným a vázaným cestovním ruchem, individuální chatovou a chalupářskou rekreací a ostatními krátkodobými rekreačními aktivitami. Nejbližší Turistické informační centrum je v Jemnici a ve Vranově nad Dyjí. Scenérie místní krajiny je největším turistickým lákadlem. Krajina je součástí navržené chráněné krajinné oblasti Bítovsko.
| Hrad Bítov                                                                                               | Vlastní obec Lubnice má v současné době význam jen pro individuální rekreaci. Turistickým centrem je nedaleký městys Vranov nad Dyjí s Vranovskou přehradou. Národní park Podyjí se rozkládá mezi Znojmem a Vranovem nad Dyjí při státní hranici s Rakouskem. Obec Lubnice se nalézá nejen v blízkosti chráněných skalních seskupení a srázných stěn, meandrů řeky Dyje, rozsáhlých suťových polí, strží, nivních luk a lesostepí, ale i nedaleko chráněné vlhké Uherčické louky s mokřadní květenou. Východně od Mešovic na místní biotopy navazují lesní společenstva Kysibl – lužních lesů a dubohabřin s bohatým bylinným patrem a s chráněnými druhy živočichů. V těsné blízkosti obce Podhradí nad Dyjí tvoří drobné skalky s teplomilnými rostlinami další přírodní památku Podhradské skály. |
| Fara v Lubnici, pohled od potoka.                                                                        | Svojí polohou je obec Lubnice ideálním výchozím bodem pro výlety (vojenské objekty, cyklotrasy, rybářské revíry, úzkokolejka, běžkařské tratě u Slavonic a Nové Bystřice a další). Na kole je možné si udělat výlet v blízkém i vzdáleném okolí. Pro náročnější nabízí region vypracovaný systém turistických tratí i cyklostezek, které navazují i v nedalekém Rakousku. Několik chovatelů koní v blízkém okolí obnovilo nabídku jízd na koních pro začátečníky a pokročilé, pro skupiny i jednotlivce, jízdy kočárem, možnost vícedenního putování krajem. V houbařské sezóně roste v okolí vše od babky až po praváky. Ve Slavonicích se těší oblibě několik textilních a keramických ateliérů, kde je možné strávit příjemné a kreativní odpoledne. |
| Hraniční přechod Vratěnín - bývalá celnice postavená po roce 1989 · Turistické stezky v blízkém Rakousku | Mimo rekreace s nabídkou široké škály kulturně historických památek v okolí, lze v obci rozvíjet také agroturistiku. Velkou výhodou je poloha obce při nedalekém hraničním přechodu s Rakouskem. Obcemi Vratěnín a Uherčice prochází cyklostezka „Greenways Praha – Vídeň“, na kterou se v Uherčicích napojuje cyklostezka „Hrady a zámky česko-rakouského příhraničí“. Greenway Regionu Renesance je tematickou odbočkou páteřní cyklotrasy Greenways Praha–Vídeň, která obcí prochází směrem na Vratěnín. Ve Vratěníně na ni navazuje rakouská cyklotrasa tzv. Klosterweg a na Landštejně cyklotrasa Graselweg. |
| - Místní hřbitov u silnice                                                                               | |
| Fara v obci Lubnice · Milník na návsi u kostela sv. Vavřince · Kaplička Lubnice                          | Pamětihodnosti - farní kostel svatého Jiří, církev římskokatolická, barokní stavba z počátku 18. stol., významně se podílející na celkovém obrazu obce - Fara u říčky Želetavky na místě původní tvrze z roku 1372 - Kaplička u cesty na jižní straně obce Lubnické stráně Botanické a zoologické průzkumy v rámci programu Ochrany biodiverzity v roce 2010 zjistily velkou řadu ojedinělých výskytů: křivatec rolní, černohlávek dřípený, kudlanka nábožná, hnědásek černýšový, soumračník skořicový, střevlík, pěnice vlašská, strnad luční a užovka hladká. Suché skály Jedná se o výrazné skalní výchozy nad pravým břehem Želetavky při soutoku s Blatnicí, asi 700 m severovýchodně od Lubnice. Strmé skály s rozsáhlým kamenným mořem a pokroucenými borovicemi nad objektem lubnického mlýna vytváří romantické říční údolí. Další zajímavé rostlinné lokality - lom v údolí Želetavky SV od obce - luh v údolí Želetavky Z od obce - od brodu v údolí Želetavky 2 km ZSZ od obce porostem po pravém břehu směrem na východ - okraj lesa na vápencovém masívu v údolí Želetavky - při cestě V od obce na pravém břehu Želetavky - slatina v údolí Želetavky Z od obce - u bývalého mlýna v údolí Želetavky SV od obce - údolí Želetavky JZ od obce - údolí Želetavky v obci a svahy Želetavky SV od obce - vápencové stráně v údolí Želetavky Z od obce - vápencový masív v údolí Želetavky - z Lubnice na Z do údolí Želetavky - z Lubnice na Z do údolí Želetavky, proti údolí - z Lubnice po silnici na SZ okraji obce - od samoty U Mlýna po pravém břehu Želetavky k Novému Mlýnu |